# 清津集中營
41°50′01″N 129°43′32″E / 41.833486°N 129.725597°E
清津集中營（：／ ，或称：／ ），又稱25號營，是在朝鮮的政治犯勞改營，位於咸鏡北道清津市。它位於清津市中心西北1公里處，輸城站旁。

## 簡介
清津集中營是一個終生囚禁的監獄，理論上犯人沒有任何釋放機會，但據曾囚禁於這個集中營的脱北者了解，某些特定日子和節日可能會釋放少數囚犯。像其他的朝鮮政治監獄營，它是由國家安全保衛部管轄的。但不同於其他在谷地的集中營，清津集中營只是一座監獄，是北韓面積最小的集中營。該集中營500米長乘500米寛，四周被高高的圍牆和圍欄圍封，並配備了崗樓，囚犯人數估計為3000和5000之間。

## 目的
主要目的是把政治犯從社會隔離，這集中營較重視經濟市場而非工業勞動，犯人主要作為廉價勞工在集中營內的工廠進行生產工序。流行於朝鮮的海鷗牌單車多是由此集中營生產。

## 人权现状
安明哲描述称清津集中营是一个顶级的政治犯阵营，因此可以假设当时恶劣的条件。

## 集中营的扩展
根据卫星图像的详细分析显示，2010年营地边界曾大幅度扩大。营地规模从580平方米增加到现在的1000平方米，增长了72％。
沿着新的栅栏线又竖立了17个附加的警卫位。在新边界的东部，2011年至2013年又建成了几座新建筑，可能被用作囚犯住房。

## 扩展链接
- Committee for Human Rights in North Korea （页面存档备份，存于） – Overview on North Korean Prison Camps with Testimonies and Satellite Photographs
- Database Center for North Korean Human Rights (NKDB) - Political prison camps in North Korea today
- Digital Globe Analytics （页面存档备份，存于） - Detailed satellite image analysis of North Korea's Camp No. 25
- Korea Institute for National Unification （页面存档备份，存于） - White paper on human rights in North Korea 2011
- One Free Korea （页面存档备份，存于） - Camp 25 at Chongjin (with satellite photographs)
- The Daily NK: The Hub of North Korean News – News about North Korea and human rights